# Astrognosi
Astrognosi er en neologisme af græsk: aster = "stjerne" + gnosis ="kundskab". Det bruges om kendskabet til stjerners navne og stjernebilleder.